# パク・ギュヨン
パク・ギュヨン（朴圭瑛、朝: 박규영、1993年7月27日 - ）は、韓国の女優。釜山広域市出身。延世大学校衣類環境学科卒業。
2016年、チョ・グォン（2AM）『横断歩道』のミュージックビデオで初めて顔を知られると、本格的な演技活動をスタートさせた。以降、数多くのテレビドラマなどに出演している。

## 出演

### テレビドラマ
- 戦う鬼よ（2016年、TvN）
- ソロモンの偽証（2016年、JTBC）
- あやしいパートナー〜Destiny Lovers〜（2017年、SBS）
- サム、マイウェイ〜恋の一発逆転!〜（2017年、KBS2）
- 魔術学校（2017年、JTBC）
- 推理の女王2（2018年、KBS2）
- マグロとイルカ（2018年、KBS2）
- 第3の魅力～終わらない恋の始まり～（2018年、JTBC）
- ロマンスは別冊付録（2019年、TvN）
- 緑豆の花（2019年、SBS）
- サイコだけど大丈夫（2020年、TvN）
- 悪魔判事（2021年、TvN）
- ダリとカムジャタン（2021年、KBS2）
- ワンダフルデイズ（2023年、MBC）

### ウェブドラマ
- 世間をよく生きるジウン氏（2018年、YouTube）
- Sweet Home -俺と世界の絶望-（2020年、Netflix）
- セレブリティ（2023年、Netflix）
- イカゲームシーズン2（2024年、Netflix）
- イカゲーム シーズン3（2025年、Netflix）

### 映画
- 沈黙（2017年）
- 残酷な怪物（2018年）
- レスラー（2018年）

## 受賞歴
- 2021年 KBS演技大賞新人女優賞、ベストカップル賞（ダリとカムジャタン）
- 2023年 MBC演技大賞短編シリーズ優秀演技賞（ワンダフルデイズ）